# 回包
回包是一个准确描述把以前外包的工作重新收回公司内部旗下的名词。回包现在被越来越多想停止外包行为的欧美公司讨论，可能由于外包协议受阻，或者重新把工作岗位带回本国的政治压力，或者简单是因为外包行为并不能给公司创造效率。
回包有时候会和"内包"混淆，内包是指在公司内部进行生产活动（经过或不经过第三方），而回包是将原来外包出去的活动重新带回公司本部。